# Partido Democrático del Trabajo
El Partido Democrático Laborista (en italiano: Partito Democratico del Lavoro, PDL) fue un partido político italiano de orientación progresista, existente entre 1943 y 1948. Sus principales líderes eran Ivanoe Bonomi, Meuccio Ruini, Mario Cevolotto, Luigi Gasparotto y Enrico Molè. 

## Historia
Fue fundado en abril de 1943 como el movimiento Democracia del Trabajo, el cual formó parte del Comité de Liberación Nacional. El 13 de junio de 1944 adoptó el nombre de Partido Democrático del Trabajo, tras el ingreso de políticos socialdemócratas y laboristas.
La mayoría de sus dirigentes y militantes eran representantes de la política prefascista, principalmente del mundo liberal democrático y del antiguo Partido Socialista Reformista Italiano.
Participó en las elecciones generales de 1946 a la Asamblea Constituyente en alianza con el Partido Liberal Italiano en la Unión Democrática Nacional. Obtuvo un 0,2% de los sufragios, logrando elegir 13 diputados.
Tras su primer congreso nacional, celebrado en Roma los días 25 y 26 de enero de 1948, el PDL se disolvió. Parte de sus militantes migró al Frente Democrático Popular de socialistas y comunistas, mientras que otros –como Bonomi– se incorporaron al Partido Socialista de los Trabajadores Italianos.